# 哈桑普尔
哈桑普尔（Hasanpur），是印度北方邦Jyotiba Phule Nagar县的一个城镇。总人口53340（2001年）。

## 人口
该地2001年总人口53340人，其中男性28078人，女性25262人；0—6岁人口9434人，其中男4995人，女4439人；识字率43.29%，其中男性为49.33%，女性为36.58%。